# كوري مارتن
كوري مارتن (بالإنجليزية: Cory Martin)‏ هو منافس ألعاب قوى أمريكي، ولد في 22 مايو 1985.

## وصلات خارجية
- كوري مارتن على موقع الاتحاد الدولي لألعاب القوى (الإنجليزية)
- كوري مارتن على موقع الاتحاد الأمريكي لسباقات المضمار والميدان (الإنجليزية)
- كوري مارتن على موقع الدوري الماسي (الإنجليزية)